# Žďár (přírodní rezervace)
Žďár je přírodní rezervace zhruba dva kilometry severně od vesnice Pavlovsko, místní části obce Dobřív v okrese Rokycany. Chráněné území zaujímá vrcholové partie stejnojmenné hory Žďár (629,6 m n. m.). Chráněné území ke v péči Krajského úřadu Plzeňského kraje.

## Předmět ochrany
Důvodem ochrany je zachování přirozených porostů na skalnatém kopci s vyvinutými suťovými porosty bučinného charakteru a s kamenným mořem s význačnou lišejníkovou flórou. Na území rezervace zasahuje také žďárské hradiště z pozdní doby bronzové.
Les v přírodní rezervaci je převážně tvořen jedlobučinami, případně bukovými doubravami. Kromě převažujícího buku lesního (Fagus sylvatica) se zde vyskytuje dub letní (Quercus robur) a dub zimní (Quercus petraea), bříza bělokorá (Betula pendula), javor mléč (Acer platanoides) a javor klen (Acer pseudoplatanus), borovice lesní (Pinus sylvestris) a smrk ztepilý (Picea abies).

## Geografie a geologie
Chráněné území se nachází ve Strašické vrchovině, která je okrskem podcelku Brdy, náležejícího do geomorfologického celku Brdská vrchovina. Skalní hřbety v rezervaci jsou tvořeny slepenci s valouny křemene a buližníku. Tyto hřbety se skalními výchozy jsou tektonického původu. V důsledku mrazového zvětrávání zde vznikly strmé skalní stěny, lemované pásem kamenitých sutí a skalních bloků.